# Iglesia de San Juan Bautista (Vélez-Málaga)

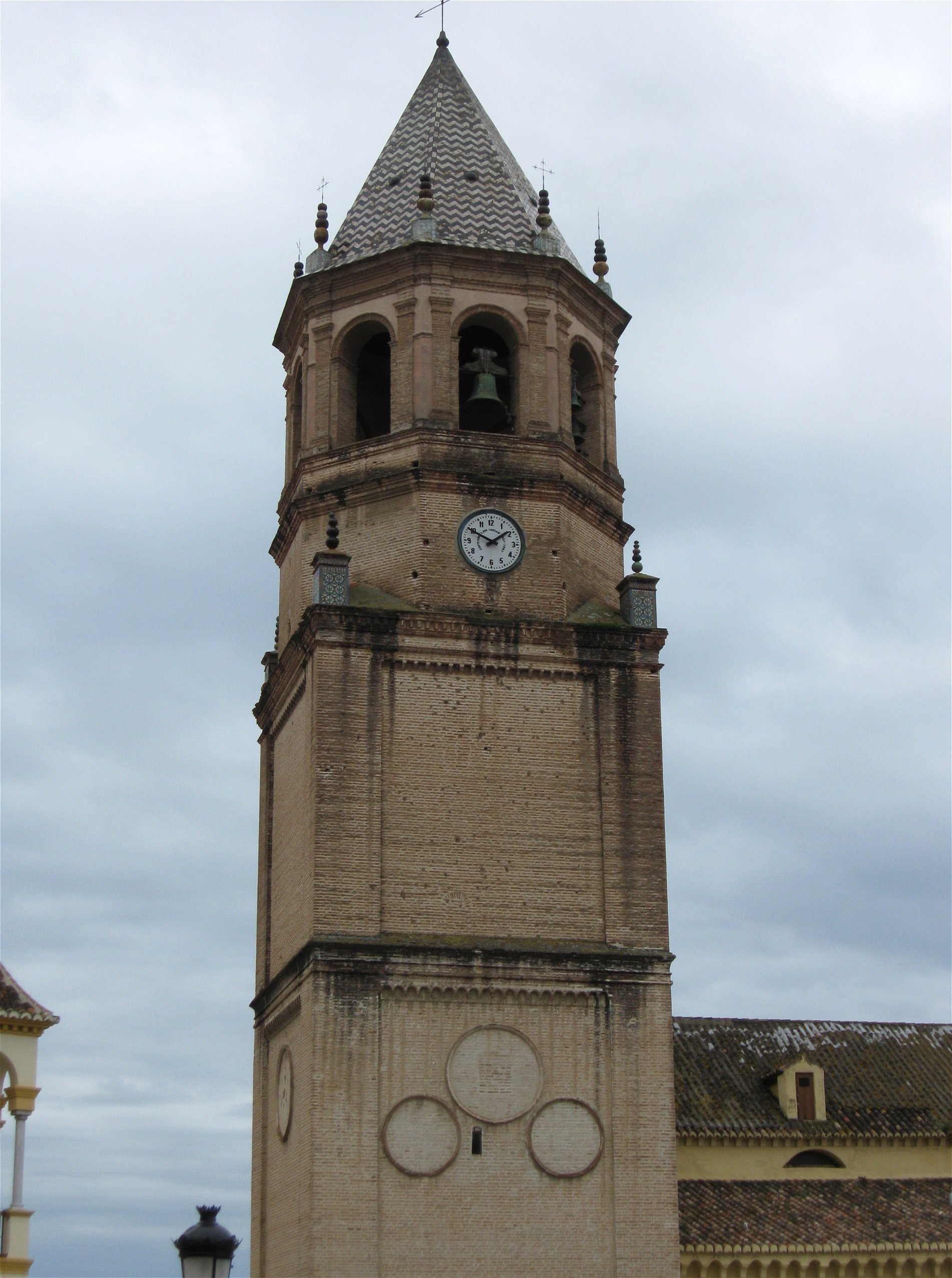
La torre de la Iglesia de San Juan Bautista

La Iglesia de San Juan Bautista es un templo católico situado en Vélez-Málaga, en la provincia de Málaga, España. Se representa como un documento histórico-artístico que sintetiza, a partir de las intervenciones realizadas en su fábrica a lo largo del tiempo, las distintas evoluciones estilísticas del momento.
La primitiva Iglesia data de 1487, construida bajo los postulados gótico-mudéjares. En el mismo siglo, sufrió una remodelación en su fábrica y entre 1541 y 1564, siendo obispo Fray Bernardo Manrique, se llevó a cabo una nueva ampliación, construyéndose en esta época la torre.
Significativas son las reformas que se producen durante el barroco, de las que conserva algunos elementos y otras, de finales del siglo XVIII, en la que se realizó la decoración de la sacristía, pieza extraordinaria construida en 1789, obra atribuida a José Martín de Aldehuela.
Su magnífica portada, que comunica a través de un vestíbulo con la nave del Evangelio, presenta finísima decoración a base de estucos con elementos vegetales y símbolos apocalípticos, que destaca en el ámbito más clásico y austero de la iglesia. No obstante, la mayor transformación que sufrió la primitiva iglesia fue con las obras ejecutadas entre 1853 y 1860, por el obispo Juan Nepomuceno Castellana, adquiriendo entonces su actual impronta neoclásica.

## Descripción

### Estructura
El templo se estructura con tres naves de seis tramos, separadas mediante arcos formeros de medio punto, que descansan en pilares en cuyos frentes se adosan pilastras cajeadas. Estas pilastras en la nave central aparecen dobladas y se elevan hasta el entablamento superior.
La nave central, más alta y ancha que las laterales, cubre cinco de sus seis tramos con bóveda de medio cañón, con lunetos y arcos fajones que apoyan sobre un sencillo entablamento, dicha cubierta oculta la antigua armadura mudéjar.
El presbiterio tiene planta rectangular y testero plano, se encuentra a nivel más alto que las tres naves, y ocupa hasta el tramo sexto de la nave central. Está cubierto con bóveda semiesférica, a modo de crucero, que descansa en sencillas pechinas.
En la cabecera del presbiterio se ubica la sillería coral. Consta de tres partes, la situada en el centro se compone de tres sillas de mayor tamaño que las restantes. A ambos lados de la anterior se ubican dos grupos de cinco sillas y otros dos grupos de tres en los muros laterales del presbiterio. Están realizadas en el siglo XIX en madera de caoba.
A los pies de la nave central se encuentra un cancel realizado en madera entre 1801 y 1900. Se compone de tres cuerpos, el central dispuesto con doble puerta, decorada a base de abanicos enmarcados por listones y en la zona central la cruz de Malta policromada. El remate o techado tiene forma ondulada y el friso se decora con motivos vegetales estilizados.
Las dos naves laterales se estructuran en tramos cuadrangulares cubiertos con bóvedas semiesféricas. En sus cabeceras se abren capillas de plantas poligonales y cubiertas abovedadas, decoradas con yeserías de época barroca. Sobre el vano que da acceso a la capilla de la cabecera de la nave del Evangelio, se encuentra un escudo heráldico realizado entre 1701 y 1800. Un segundo cancel se ubica en la nave del Evangelio en su quinto tramo, está realizado entre 1701 y 1800, y presenta similares características que el anterior, con la diferencia que los listones son de color rojo y la decoración se realiza a base de cruces y cuadrados.
A los pies de la nave del Evangelio, en su primer tramo se abre la capilla del Cristo de los Vigías que alberga la imagen titular. El Cristo es obra renacentista realizada entre 1501 y 1600. Originariamente coronaba el ático del retablo de la Iglesia de Santa María la Mayor y, temporalmente, desde 1941 el testero de la capilla mayor de la Iglesia de San Juan Bautista.
En el quinto tramo de la misma nave se abre una portada que da acceso a través de un vestíbulo a la sacristía. Se compone de una magnífica decoración, destacando en el ámbito más clásico y austero de la iglesia. Su vano adintelado se encuentra enmarcado por un arco de medio punto revestido de estuco, decorado con relieves de elementos vegetales y en la rosca y tímpano con los símbolos apocalípticos.

### Sacristía
Pieza arquitectónica de interés es la sacristía construida en 1789. Se trata de una estancia rectangular recorrida por un apilastrado de orden corintio, con rocallas y lazos colgantes, coronado por grandes mensulones muy decorados, que se entremezclan con la ornamentación arquitectónica, cuyos medallones, lazadas, jarrones y rocallas inundan muros y cubierta. El movido entablamento rodea todo este ámbito, que alterna con ventanas y cuadros enmarcados bajo saliente cornisa denticulada. El conjunto está flanqueado por pilastras corintias, colgaduras sobre ménsulas aveneradas y sinuosas molduras. Sobre la cornisa se alza, a modo de penacho, una placa recortada coronada con molduras, adornos bifoliados y remates laterales, con perfil de copas y cestillos desbordantes de hojas y frutos de carácter rococó.
La cubierta se estructura en un espacio cuadrado cubierto con casquete esférico decorado con ocho gallones trípodes. Los espacios laterales son rectangulares y planos, se ornamentan con molduras, en cuyo centro albergan rosetones, curvas de formas arriñonadas y motivos vegetales.
En la capilla absidial o capilla del Sagrario, situada en la cabecera de la nave de la Epístola, se ubica una mesa de altar realizada entre 1701 y 1800 en mármol esculpido. Presenta un relieve con el tema iconográfico del Cordero Apocalíptico.
Asimismo, en el primer tramo de la misma nave se encuentra la pila bautismal, realizada entre 1501 y 1600 en piedra, con incrustaciones de distintos colores.

### Torre

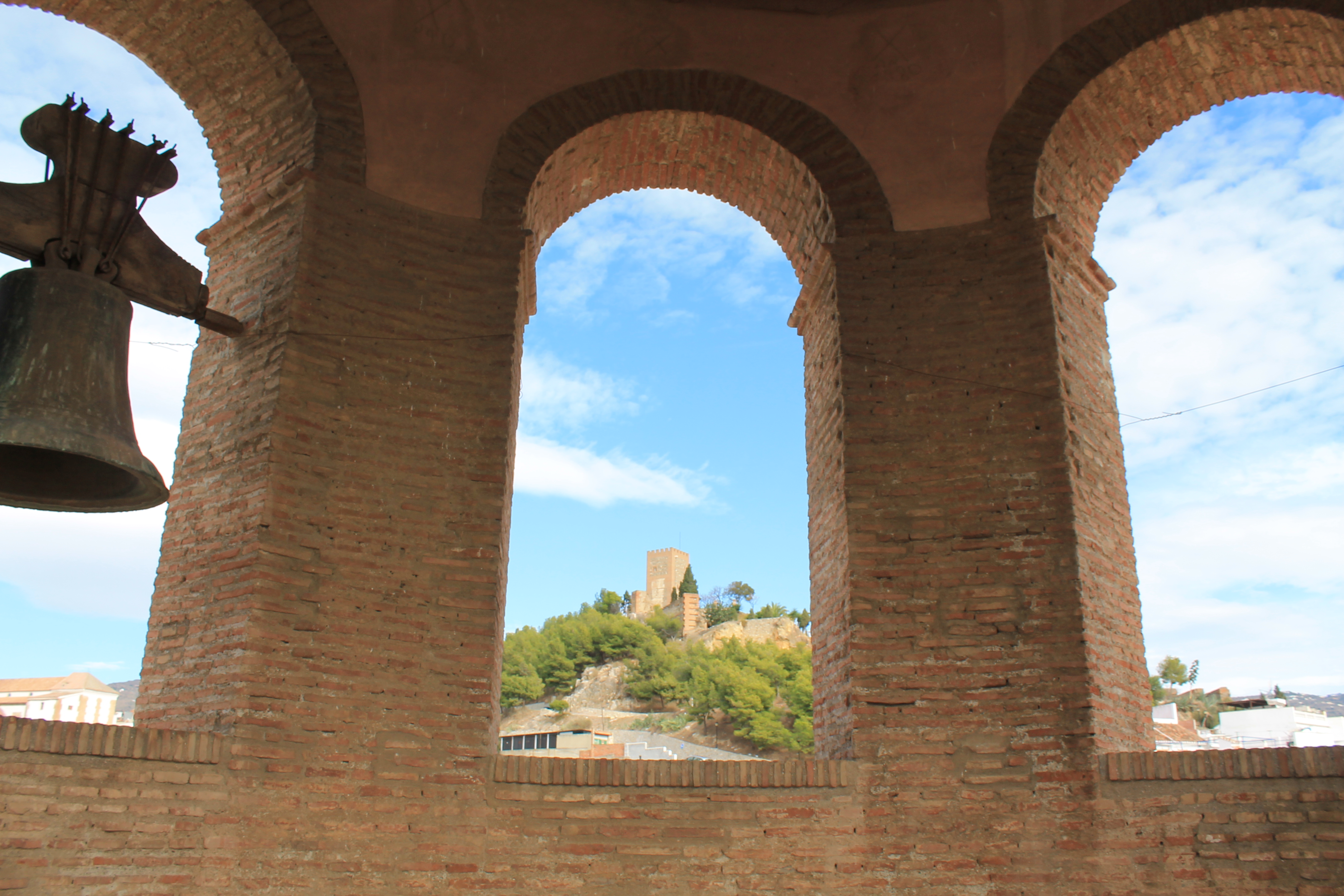
Vistas desde el campanario de la Iglesia de San Juan Bautista

En el primer tramo de la nave de la Epístola, se abre el acceso a la torre, su interior se distribuye en cinco estancias superpuestas, comunicadas por una escalera situada en un lateral de las mismas. En el último cuerpo se halla una antigua capilla de finales del siglo XVIII, de planta rectangular cubierta con bóveda ochavada sobre trompas, decorada con yeserías rococó, mostrando una macolla con moldura cuadrifoliada en el centro de la que cuelgan hojas y flores alternando con cornucopias de fina rocalla.
En el exterior, el paramento de las fachadas se encuentra pintado de color ocre, terminando en la zona superior con alero de canecillos. La torre construida en mampostería y ladrillo visto, se compone de un alzado de cuatro cuerpos, dos de planta cuadrangular, separados por impostas de arquillos ciegos, coronados en sus ángulos con pilares rematados con jarrones, y dos cuerpos superiores octogonales. El superior o campanario se compone en cada frente de un vano de medio punto flanqueado con dobles pilastras y una cornisa superior. Los citados vanos albergan tres campanas realizadas en bronce entre 1700 y 1750 y decoradas con bandas e inscripciones que las circundan.
La estructura de la torre responde a la construcción de 1541, siendo restaurada en 1742. Las dos portadas están construidas en ladrillo.

### Portada

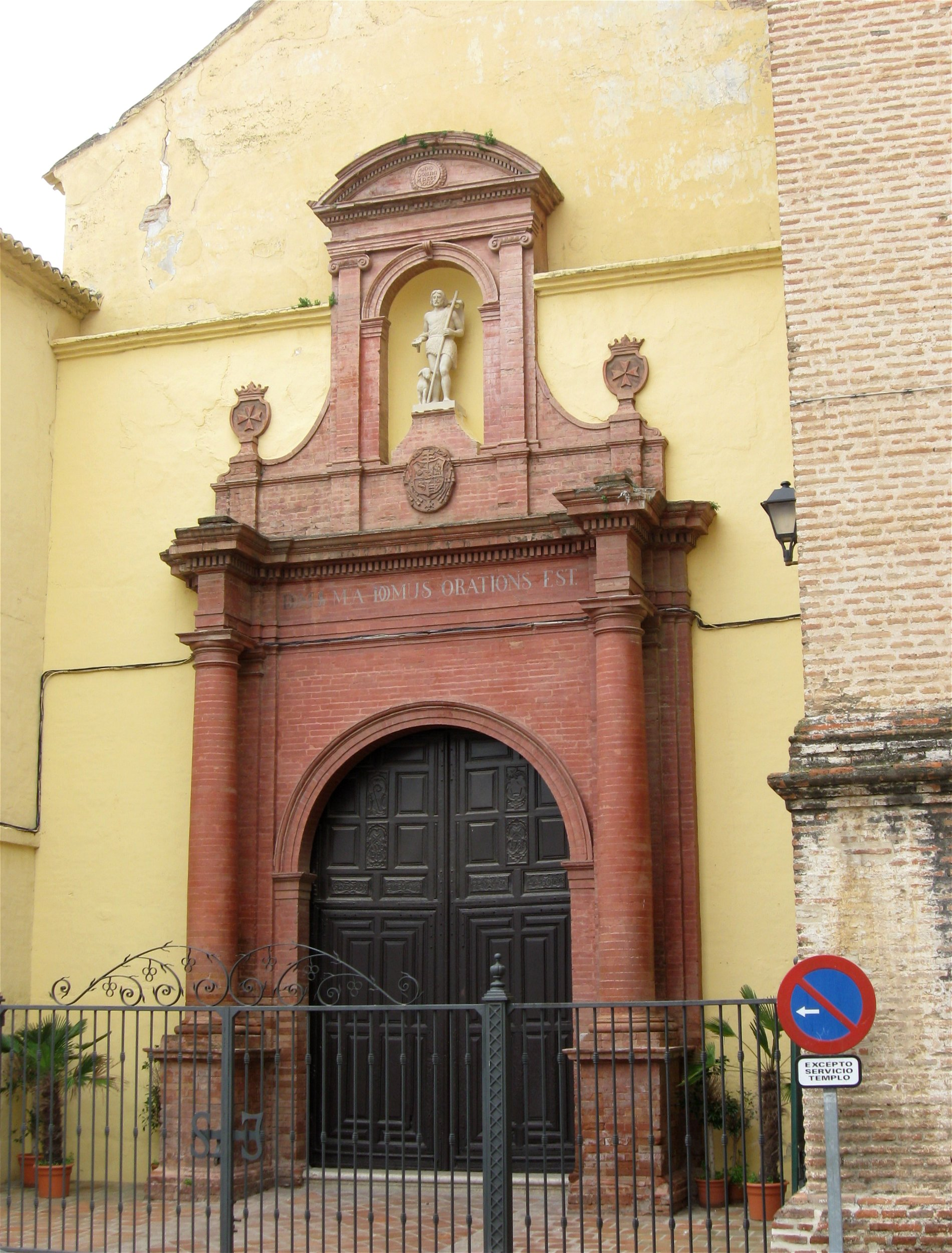
Portada

La portada principal o de los pies del templo se estructura con dos cuerpos, el inferior compuesto de un vano de medio punto flanqueado por dos columnas toscanas, destacadas, sobre pedestales y entablamento superior sobre el que descansa el ático, éste dispuesto de una hornacina central de medio punto, flanqueada por pilastras jónicas en sus laterales y entablamento superior coronado con frontón curvo, en cuyo centro alberga un escudo patriarcal realizado en 1829. Presenta doble cruz central, sombrero del que parten cordones terminados en cuatro puntas y la medalla de la orden de Carlos III en el interior, a la diestra un ave y un cuenco, en la siniestra Santiago Apóstol y un corazón, símbolo de la Orden Franciscana. En ambos lados de la portada, sobre pilares, coronan también dos escudos con la cruz de Malta. Cubre el vano de entrada una puerta de doble hoja con postigos, realizada en madera en 1781, y compuesta con cuarterones de diferente tamaño colocados simétricamente. En la zona superior de ambas hojas aparecen cartelas con inscripciones decorativas y el epígrafe «AÑO DE 1781» SENDDIOO EL Y S DIOPH...DE MOLINA «LARIO Y NAVA». La portada, situada en el muro de la Epístola, se estructura con un vano de medio punto, flanqueado por columnas toscanas sobre basamento y frontón triangular superior, en cuyo tímpano presenta la cruz de Malta en el interior de una moldura circular y en ambos lados se remata con jarrones.
Cubre el vano de acceso una puerta de doble hoja, realizada en madera en 1781, compuesta de cuarterones de diferentes medidas, dispuestos geométricamente, mostrando en el centro de la zona superior decoraciones con la cruz de Malta y la inscripción «Año de 1781». De la misma cronología y características que la puerta anterior, otras dos puertas cierran los accesos del templo, abiertos en la nave del Evangelio en su tercer y quinto tramos.